# Деагу де Жос (Арђеш)
Деагу де Жос (рум. Deagu de Jos) насеље је у Румунији у округу Арђеш у општини Реча. Oпштина се налази на надморској висини од 173 m.

## Становништво
Према подацима из 2002. године у насељу је живело 365 становника.

### Попис2002.
| Расподела становништва по националности 2002.‍ | Расподела становништва по националности 2002.‍ | Расподела становништва по националности 2002.‍ | Расподела становништва по националности 2002.‍ | Расподела становништва по националности 2002.‍ |
| --------------------------------------------- | --------------------------------------------- | --------------------------------------------- | --------------------------------------------- | --------------------------------------------- |
|                                               |                                               |                                               |                                               |                                               |
| Румуни                                        | Румуни                                        |                                               | 332                                           | 91,0%                                         |
| Роми                                          | Роми                                          |                                               | 33                                            | 9,0%                                          |